# Acranthera philippensis
Acranthera philippensis är en måreväxtart som beskrevs av Elmer Drew Merrill. Acranthera philippensis ingår i släktet Acranthera och familjen måreväxter. Inga underarter finns listade i Catalogue of Life.